# Refuge de ski Ostrander Lake
Le refuge de ski Ostrander Lake, en anglais Ostrander Lake Ski Hut, est un refuge de montagne américain dans le comté de Mariposa, en Californie. Situé à 2 606 mètres d'altitude sur les bords du lac Ostrander, dans la sierra Nevada, il est protégé au sein du parc national de Yosemite. Construit en 1941 dans le style rustique du National Park Service, il est inscrit au Registre national des lieux historiques depuis le 18 juillet 2014.